# Framryggen
Der Framryggen (norwegisch für Vorspringender Rücken) ist ein kleiner und felsiger Gebirgskamm im ostantarktischen Königin-Maud-Land.  Im Borg-Massiv ragt er 5 km westlich des Bergs Borga auf.
Norwegische Kartografen, die ihn auch benannten, kartierten ihn anhand von Luftaufnahmen und Vermessungen der Norwegisch-Britisch-Schwedischen Antarktisexpedition (1949–1952).